# Зона небезпечного впливу водного об'єкта
Зона небезпечного впливу водного об'єкта (рос. зона опасного влияния водного объекта, англ. zone of dangerous dominance of water object, нім. Gefahrenzone f des Wasserbassin) – ділянка, в межах якої виймання корисної копалини може спричинити недопустимі збільшення припливу води в гірничі виробки, а в окремих випадках – прорив води та затоплення виробок.